# Tádzsikisztánban történt légi közlekedési balesetek listája
A Tádzsikisztánban történt légi közlekedési balesetek listája mind a halálos áldozattal járó, mind pedig a kisebb balesetek, meghibásodások miatt történt, gyakran csak az adott légiforgalmi járművet érintő baleseteket is tartalmazza évenkénti bontásban.

## Tádzsikisztánban történt légi közlekedési balesetek

### 1993
- 1993. augusztus 28., Khorugh repülőtér közelében. A Tajik Air EY-87995 lajstromjelű, Jakovlev Jak–40-es típusú repülőgépére a megengedettnél több utas szállt fel. A gép a terhelést nem bírta, ezért nem tudott felemelkedni. A kifutópálya végén emiatt nagy sebességgel több akadályba csapódott, végül a Pándzs-folyóba esett. A gépen 85 fő utas és 5 fős személyzet tartózkodott. Közülük 82 fő életét vesztette, 4 fő túlélte a balesetet.[1]